# Le Sac de farine
Pour plus de détails, voir Fiche technique et Distribution.
Le Sac de farine est un drame belgo-franco-marocain réalisée par Kadija Leclere sorti en 2012.

## Synopsis
L'histoire commence à Alsemberg en Belgique. En décembre 1975, Sarah a 8 ans et vit dans un foyer d'accueil catholique jusqu'au jour où son père biologique vient la chercher pour l'emmener en week-end à Paris. C’est en réalité au Maroc que l'enfant se réveille et où son père l’abandonne à sa famille. Neuf ans plus tard, Sarah a 17 ans et la révolte de la faim (La révolte des Awbach) bat son plein au Maroc.  Alors que son pays d'adoption est le théâtre de violence et de soulèvement, Sarah ne rêve que de retrouver la Belgique où elle retrouverait les livres, l'école, la culture et pourrait vivre une vie plus « libre ».

## Fiche technique
- Titre : Le Sac de farine
- Titre en langue anglaise : A bag of flour
- Réalisation : Kadija Leclere
- Scénario : Kadija Leclere, Pierre-Olivier Mornas
- Photographie : Philippe Guilbert, Gilles Porte
- Montage : Ludo Troch, Virginie Messiaen
- Musique : Christophe Vervoort
- Producteur : Gaetan David, Samy Layani, André Logie
  - Coproducteur : Peter Bouckaert
- Production : Anga Productions, Compagnie Cinématographique de France et Sahara Productions
- Distribution : Mica Films
- Pays d'origine :  Belgique,  Maroc,  France
- Genre : Drame
- Durée : 92 minutes
- Dates de sortie :
  - Maroc : 13 janvier 2012 (Festival national du film)
  - Belgique : 16 janvier 2013
  - France : 26 mars 2014

## Distribution
- Hafsia Herzi : Sarah
- Hiam Abbass : Yasmine
- Mehdi Dehbi : Nari
- Rania Mellouli : Sarah jeune
- Kadija Leclere : la mère de Sarah
- Smaïn : le père de Sarah
- Souad Sabir : Zéina
- Hassan Foulane
- Fairouze Amiri
- Abderraouf

## Distinctions

### Récompenses
- 2012 : Prix du Jury au Festival International du Festival du Film Indépendant de Bruxelles
- 2012 : Prix du meilleur scénario au Festival International du Festival du Film Indépendant de Bruxelles pour Kadija Leclère
- 2012 : Prix de la meilleure interprétation féminine au Festival International du Festival du Film Indépendant de Bruxelles pour Rania Mellouli

### Nominations
- 2012 : sélectionné pour la compétition Émile Cantillon au Festival du film francophone de Namur
- 2012 : sélectionné pour le Prix Découverte au Festival du film francophone de Namur
- 2012 : sélectionné au Festival de films francophones Cinemania
- 2012 : sélectionné à la Quinzaine du cinéma francophone[Où ?]
- 2012 : sélectionné au Cinémed - Festival Méditerranéen de Montpellier
- 2014 : nommé pour le Magritte de la meilleure musique originale à la 4e cérémonie des Magritte pour Christophe Vervoort
- 2014 : nommé pour le Magritte du meilleur espoir masculin à la 4e cérémonie des Magritte pour Mehdi Dehbi
- 2014 : nommé pour le Magritte du meilleur espoir féminin à la 4e cérémonie des Magritte pour Rania Mellouli